# Artaxiades (Ibérie)
Pour l’article homonyme, voir Artaxiades.
Les Artaxiades d'Ibérie ou Artašesiani (en géorgien არტაშესიანი) sont les membres d'une branche de la dynastie artaxiade ayant régné sur l'Arménie d'environ 189 av. J.-C. à environ 12 ap. J.-C. La branche géorgienne règne sur l'Ibérie à partir de 90 av. J.-C. avec Artaxias Ier, fils du roi d'Arménie Artavazde Ier, après le règne du roi pharnabazide Parnadjom Ier ; le dernier représentant est Amazap II, dont le règne s'achève en 189.
Une branche de la dynastie parthe des Arsacides lui succède alors, avec Rev Ier.

## Liste des rois artaxiades d'Ibérie
- Artaxias Ier, de 90 à 78 av. J.-C. ;
- Artocès Ier, de 78 à 63 av. J.-C. ;
- Pharnabaze II, de 63 à 30 av. J.-C. ;
- restauration pharnabazide :
  - Mirvan II, de 30 à 20 av. J.-C. ;
  - Artaxias II, de 20 av. J.-C. à 1 ;
- Pharsman Ier, de 1 à 58 ;
- Mithridate Ier, de 58 à 106 ;
- Amazap Ier, de 106 à 116 ;
- Pharsman II, de 116 à 132 ;
- Rhadamiste Ier, de 132 à 135 ;
- Pharsman III, de 135 à 185 ;
- Amazap II, de 185 à 189 ;
- Amazap III, de 260 à 265, prétendant au trône d'Ibérie et vassal des Sassanides.

## Sources
- Cyrille Toumanoff, Les dynasties de la Caucasie chrétienne de l'Antiquité jusqu'au XIXe siècle : Tables généalogiques et chronologiques, Rome, 1990, p. 93-98 et 523